# Win Some Lose Some (Robbie Williams-dal)
A Win Some Lose Some című dal Robbie Williams brit popénekes dala, amely az I’ve Been Expecting You című stúdióalbumának felvétele, 1998 augusztusában jelent meg.
A dal bekerült a Top 10-be az Egyesült Királyságban, a lista 7. helyén végzett, 4 hétig maradt a Top 10-ben és 21 hétig maradt a slágerlistán.

## Háttér
A dal Williams és Nicole Appleton kapcsolatáról szól. A megtalált és elveszített szerelemről.
Nicole Appleton, az All Saints brit lánycsapat énekese 1997. december 7-én találkozott Williamssel a Top of The Pops felvételén. A lány terhes lett, de a csapat kiadója az együttes karrierje érdekében ragaszkodott az abortuszhoz. Pedig Williams is örült, hogy apa lehet. Appleton később feleségül ment Liam Gallagherhez, az Oasis együttes énekeséhez.

## Formátumok és tracklista
A dalnak az alábbi formátumai jelentek meg:
Új-Zéland CD Maxi

(Megjelent: 2000. március 13.)
1. Win Some Lose Some - 4:18
2. Phoenix From The Flames - 4:02
3. The Full Monty Medley (közreműködik: Tom Jones) - 5:28

## Helyezések
| Slágerlista (2000)       | Legmagasabb helyezés |
| ------------------------ | -------------------- |
| Új-Zéland kislemez lista | 7                    |

## Külső források
- Robbie a Slane Kastélyban tartott koncerten énekli a dalt
- - A dal szövege angolul